# Kassieck
Kassieck este o comună din landul Saxonia-Anhalt, Germania.